# Жанна Дюбарри (фильм)
«Жа́нна Дюбарри́» (фр. Jeanne du Barry) — исторический художественный фильм режиссёра Майвенн. Главные роли исполнили Джонни Депп, Майвенн, Пьер Ришар и Ноэми Львовски.
Мировая премьера фильма состоялась на Каннском кинофестивале. Фильм открыл фестиваль 16 мая 2023 года. Премьера в кинопрокате состоялась летом 2023 года, а через 15 месяцев он стал доступен на сервисе Netflix.

## Сюжет
Франция, XVIII век. Мари-Жанна Беку, женщина скромного происхождения, благодаря своему обаянию и интеллекту, совершает быстрый социальный подъём: будучи слугой банкира, она вскоре становится одной из самых известных куртизанок Франции, пока не начинает жить гражданским браком со своим защитником, графом Жан-Батистом дю Барри, и с сыном, которого он имел от предыдущего брака, Адольфом, к которому он очень привязан. Здесь её замечает маршал де Ришельё, пожилой распутник, живущий в Версальском дворце, который предлагает графу познакомить её с королем Людовиком XV: маршал надеется таким образом завоевать расположение государя. Дю Барри, также стремящийся получить милость Людовика XV, соглашается. Король влюбляется в Жанну с первого взгляда и часто требует её компании. Затем Жанна начинает посещать сияющий мир Версаля, где ей помогают де Ришелье и Бенжамин де Ла Борд, личный камердинер Людовика.
Жанна сразу же привязывается к королю, который уже давно славится темным характером и многочисленными любовницами, из-за которых его отношения с французским духовенством ухудшились. Когда королева-консорт умирает, Людовик решает сделать Жанну своей фавориткой: он требует, чтобы она вышла замуж за Жана-Батиста, тем самым получив титул графини дю Барри, и призывает её жить в Версале с мужем и приемным сыном.
Присутствие Жанны не остается незамеченным: женщина часто нарушает строгие придворные нормы, надевая чрезмерно яркую одежду и нарушая церемониалы. Её чрезмерное и непослушное поведение вызывает ненависть у дочерей короля и большей части французской знати, в то время как дофин, с другой стороны, кажется, испытывает к ней симпатию. Однако Жанна счастлива вместе с правителем, который держит её рядом с собой на всех официальных мероприятиях и даже дарит ей бенгальского мальчика Замора, который становится её пажом и к которому женщина начнет испытывать материнскую привязанность. Однако два события подрывают баланс пары: уход в монахини Луизы, любимой дочери короля, которая решает принять обеты, чтобы избежать скандалов в Королевстве, и смерть Адольфа на дуэли. Эти драмы раскрывают темную сторону обоих влюбленных, которые, однако, находят в любви друг к другу силу дать отпор.
Жанна и король счастливо живут около четырёх лет; прибытие Марии-Антуанетты, дофины Австрии, обрученной с дофином Франции, однако, вызывает новый хаос: дочери короля убеждают будущую королеву в том, что Жанна — коварная женщина, и побуждают её не говорить с ней, что уронит её престиж в глазах двора. Сначала Мария-Антуанетта подчиняется, объявляя Жанну своей соперницей, но позже, заметив гнев будущего тестя и беспокойство обещанного жениха, она приветствует её, чтобы не поставить под угрозу отношения между Францией и Австрией. Таким образом она спасает Жанну от позора.
Вскоре после этого король заболевает оспой. Чтобы добиться отпущения грехов от духовенства и спасти королевство от скандала, Людовик вынужден отречься от Жанны; затем женщина должна уйти, перед этим она прощается с Людовиком и заявляет ему свою любовь: перед смертью король, в свою очередь, заявляет свою. Жанну забирают в монастырь, где она будет жить год, пока не получит помилование нового короля, при условии, что она никогда больше не вернется в Версаль.
Жанна дю Барри уйдет на пенсию, чтобы жить в замке Лувесьен, где она будет жить до начала Французской революции. Замор, объединившись с якобинцами, сумеет арестовать её, и графиня будет гильотинирована вскоре после Людовика XVI и Марии-Антуанетты, поскольку, несмотря на то, что она родом из простого народа, она стала символом излишеств дворянства. Перед смертью женщина объявит, что прожила счастливую жизнь.

## В ролях
- Джонни Депп — король Людовик XV
- Майвенн — Жанна Дюбарри, официальная фаворитка французского короля Людовика XV
- Пьер Ришар — герцог Ришельё
- Ноэми Львовски — Анна д’Арпажон Ноай
- Бенжамен Лаверн — Жан Бенжамен Делаборд
- Мельвиль Пупо — граф Гийом Дюбарри
- Паскаль Греггори — Эммануэль Арман де Виньеро дю Плесси-Ришельё
- Робен Ренуччи — Дюмусо
- Диего Ле Фюр — Дофин Людовик
- Полин Польманн — Дофина Мария Антуанетта
- Индиа Хэир — Мария Аделаида Французская

## Производство
В интервью Harper’s Bazaar France Майвенн рассказала, что хотела снять фильм о мадам дю Барри с 2006 года, после просмотра фильма Софии Копполы «Мария-Антуанетта». Её особенно привлекла героиня мадам дю Барри, сыгранная Азией Ардженто, и вскоре она начала читать биографии о ней. В течение последующих десяти лет Майвенн играла с идеей снять фильм, главной героиней которого была бы мадам дю Барри, но всё же не была уверена в этом, опасаясь, что не сможет создать фильм, сравнимый с другими, снятыми на эту тему. Прочитав множество биографий о дю Барри и просмотрев большое количество фильмов об эпохе, таких как «Барри Линдон» Стэнли Кубрика, «Мария Антуанетта» Софии Копполы и «Смерть Людовика XIV» Альберта Серра, Майвенн начала создавать набросок своего фильма. Она пришла к выводу, что эти три фильма, которые она любит, объединяет то, что в них преобладают диалоги.
Майвенн написала сценарий с расчётом на французского актёра, имя которого она не раскрывает. Когда после трёх лет работы она представила ему сценарий, он в считанные минуты отказался, заявив, по словам Майвенн, что «кино мертво» и что «остался только Netflix». Тогда она предложила роль другому французскому актёру, но проблемы со здоровьем не позволили ему сыграть эту роль. После этого разочарования Майвенн посоветовали составить список актёров, которые ей нравятся, независимо от их происхождения. Она так и сделала, и первым в списке оказался американец, который показался ей доступным, но не был заинтересован в роли. Вторым актёром стал Джонни Депп, которому прислали сценарий в тот момент, когда Майвенн уже потеряла надежду на то, что проект будет реализован.
Впервые она обратилась к Деппу и предложила ему роль Людовика XV перед Рождеством 2019 года. Не читая сценария, Депп сразу же согласился, после того как его помощник и друг Стивен Дейтерс, который также является сценаристом и продюсером, прочитал его и влюбился в сценарий. Проиграв в ноябре 2020 года суд по делу о клевете против газеты The Sun, Майвенн не была уверена, что Депп ещё согласится на участие в проекте. Она связалась с ним и выяснила, что он опасается, что она не захочет видеть его в фильме после судебного разбирательства. Майвенн заверила его, что без него фильм не будет продолжен и что он — единственный человек, который, по её мнению, может сыграть эту роль.
В январе 2022 года Джонни Депп получил роль короля Людовика XV в фильме французского режиссёра Майвенн «Жанна Дю Барри». В мае 2022 года к актёрскому составу фильма присоединились Луи Гаррель, Пьер Ришар и Ноэми Львовски, а компания Wild Bunch продала права на прокат фильма на Каннском кинофестивале 2022 года. В июле 2022 года фильм был переименован в «Фаворитку», а прокатом и софинансированием фильма занялась компания Netflix. В том же месяце к актёрскому составу присоединились Бенжамен Лаверн, Мельвиль Пупо, Паскаль Греггори и Индия Хэир.
Основные съёмки начались 26 июля 2022 года в Версале и других районах Парижа и продлились 11 недель.
Впервые в своей карьере Майвенн решила использовать 35-мм кинокамеру для съёмок фильма, взяв за образец визуальное решение для фильма Стэнли Кубрика «Барри Линдон». Режиссура фильма и одновременно роль одной из его героинь, мадам дю Барри, оказались сложными для Майвенн, которая по окончании съёмок решила, что больше никогда не будет сниматься в фильме, который она режиссирует.
В начале января 2023 года стало известно, что финансовую поддержку фильму оказывает Red Sea Film Foundation. 30 марта 2023 года было объявлено, что «Фаворитка» входит в 33 % всех утвержденных фильмов FIF в 2022 году, режиссёром которых является женщина, и что это один из трёх французских фильмов с бюджетом более 10 миллионов евро. Бюджет фильма составил $22,4 млн.
Мировая премьера фильма, как и планировалось, состоялась на Каннском кинофестивале, 16 мая 2023 года он открыл фестиваль. Премьера в кинопрокате состоится в 2023 году, а через 15 месяцев он станет доступен на сервисе Netflix. 6 апреля был выпущен первый трейлер фильма, из которого стало известно, что фильму вернули его оригинальное название «Жанна Дю Барри».

## Восприятие
Катрин Балле в своей рецензии для Le Parisien, поставила фильму 4,5 из 5 звезд, написав, что Майвенн удался классический фильм, но очень современный и абсолютно живой". Французская газета Le Journal du Dimanche поставила фильму 4 из 5 звезд, написав: «Фильм поражает в самое сердце своим трагическим романтизмом, лиризмом и чеканными диалогами, передающими яростную современность. Столкнувшись с парой, образованной Майвенн и Джонни Деппом, Бенжамен Лавернь напоминает о масштабах своего таланта». Эрик Нойхофф, написавший для Le Figaro, дал фильму 3 из 4 звезд, назвав его «блестящим, с самым приятным эффектом». Он добавил, что Майвенн «заслуживает аплодисментов собравшегося суда». Рана Муссауи из La Presse высоко оценила французский язык Деппа и его экспрессию, написав: «Обладая почти идеальным французским, Депп производит впечатление, особенно своими выражениями лица, влюблёнными, забавными или властными, на протяжении всего фильма, снятого в нескольких замках Франции и в студии». Тьерри Шезе из Première поставил фильму 3 звезды из 5, похвалив режиссуру Мейвенн и её и Деппа игру в фильме, написав: «Если Майвенн соблазняет своей игривой интерпретацией, скрещивающейся с душераздирающими моментами Жанны, то Джонни Депп, с его харизмой, способностью сказать так много простым взглядом или движением тела, управляет фильмом, никого не подавляя». Кроме того, он написал, что исполнение Деппом роли Людовика XV «останется в памяти».